# Nguyễn Đình Noãn
Nguyễn Đình Noãn (01 tháng 10 năm 1934 – 19 tháng 07 năm 2018) là nhà giáo nhân dân, nhà vật lý học và nhà thiên văn học của Việt Nam. Là một Phó Giáo sư, Tiến sĩ, ông đã có nhiều đóng góp cho ngành giáo dục Việt Nam trong lĩnh vực vật lý và thiên văn học.

## Tiểu sử
Nguyễn Đình Noãn sinh ngày 01 tháng 10 năm 1934 tại làng Đa Văn, xã Xuân Sơn, huyện Đô Lương, tỉnh Nghệ An, là hậu duệ của Nguyễn Xí. Ông nội ông là Giáo sư tổng Trường dạy chữ Quốc ngữ ở Tổng Thuần Trung thuộc Phủ Anh Sơn (ngày nay gồm trên 10 xã thuộc huyện Đô Lương), mọi người hay gọi là ông Giáo Khiếng. Ông ngoại là ông Hàn Tùng, một tú tài người làng Quỳnh Đôi, Quỳnh Lưu.
Ngay từ nhỏ, ông đã theo học chữ Hán và chữ Quốc ngữ tại lớp do ông nội mở và mời thầy giỏi về dạy trong làng. Sau Cách mạng tháng Tám, ông thôi học chữ Hán, chuyển sang chữ Pháp và chương trình phổ thông của chính quyền nhân dân. Sau hai năm ở trường xã, ông học lên Trường Trung học Anh Sơn, Trường Huỳnh Thúc Kháng và tốt nghiệp Sư phạm liên khu 4 Ban Khoa học tự nhiên với loại giỏi năm 1954.

## Cuộc đời và sự nghiệp

### Các chức vụ từng đảm đương
- Từ năm 1954 đến 1955 - Hiệu trưởng Trường cấp II huyện Hậu Lộc - tỉnh Thanh Hóa.
- Từ năm 1955 đến 1956 - Ủy viên Ban Thường vụ Công đoàn Giáo dục huyện Nông Cống Thanh Hóa.
- Từ năm 1956 đến 1957 - Giáo viên trường Sư phạm liên khu 4.
- Từ năm 1957 đến 1959 - Hiệu trưởng Trường cấp II huyện Tĩnh Gia - tỉnh Thanh Hóa.
- Từ năm 1961 đến 1965 - Tổ trưởng chuyên môn, chi ủy viên chi bộ Khoa Vật lý trường Đại học Sư phạm Vinh.
- Từ năm 1965 đến 1969 - Nghiên cứu sinh ở Vacsaca - Balan - Bí thư chi bộ.
- Từ năm 1969 đến 1991 - Làm việc tại Đại học Sư phạm Vinh, từng đảm nhiệm các chức vụ: Trưởng Khoa Vật lý, Ủy viên Ban Chấp hành Công đoàn Giáo dục Việt Nam khóa 6.
- Từ năm 1991 đến 1994 - Sang Algérie làm chuyên gia, Bí thư chi bộ đoàn chuyên gia ở Đại học Tebessa.
- Từ năm 1994 đến 1996 - Giảng dạy tại trường Đại học Sư Phạm Vinh, nghỉ hưu từ tháng 12 năm 1996 nhưng vẫn tham gia giảng dạy và nằm trong Hội đồng chuyên môn của trường đến năm 2011
- Từ năm 2000 đến 2012 - Dạy vật lý bằng tiếng Pháp ở trường chuyên Phan Bội Châu
- Từ năm 2004 đến 2012 - Ủy viên Hội đồng Bộ môn Vật lý của Bộ Giáo dục và Đào tạo

### Phong thưởng
- Giáo sư Đại học bậc 8 tại Đại học Tebessa, Algérie.
- Huân chương Kháng chiến hạng nhất.
- Danh hiệu Nhà giáo Ưu tú (1996).
- Danh hiệu Nhà giáo Nhân dân (2010).[1][2]

## Cống hiến
Trong suốt những năm tháng giảng dạy và nghiên cứu khoa học, PGS. TS Nguyễn Đình Noãn đã có hàng trăm nghiên cứu về đề tài thiên văn và vật lý.

### Các sách đã xuất bản
1. Bài giảng Thiên văn - ĐHSP Vinh, 1964.
2. Bài tập Động lực học (sách Bài tập Vật lý đại cương tập 1) - Nhà xuất bản Giáo dục Hà Nội, 1962.
3. Tiểu sư các Nhà Bác học Vật lý, (Tỷ sách Hai tốt) - Nhà xuất bản Giáo dục Hà Nội, 1965.
4. Ứng dụng vật lý thiên văn vũ trị trong kinh tế kỹ thuật đời sống(chủ biên) - Nhà xuất bản Giáo dục.
5. 400 bảng lịch sao Xinh ghe V.1969 được Đoàn Trọng lực - Thiên văn, Cục Đo đạc Bản đồ Nhà nước dùng để đo biên giới hải đảo.
6. Thiên văn lớp 12, (Tài liệu thí điểm) - ĐHSP Vinh, 1977.
7. Giáo trình Thiên văn (viết cùng Phạm Viết Trinh) - Nhà xuất bản Giáo dục Hà Nội, 1980 (Tái bản lần 8 - 2007).
8. Trò chơi để học vật lý (chủ biên) - Nhà xuất bản Nghệ An, 1987.
9. 200 bài tập vật lý cho học sinh khá, giỏi THCS - Công ty Sách Thiết bị Nghệ An, 1987 (Tái bản lần 2 - 1994).
10. Bài học Cơ học Giải tích (Tài liệu hàn thụ năm thứ 4) - ĐHSP Vinh, 1978.
11. Bài tập và thực hành Thiên văn (Sách ĐHSP) - Nhà xuất bản Giáo dục, 1987.
12. Từ điển Bách khoa Thiên văn học, (đồng tác giả) - Nhà xuất bản Khoa học và Kỹ thuật Hà Nội, 1999.
13. Thiên văn Vật lý - Song ngữ Anh Việt, (đồng tác giả) - Nhà xuất bản Giáo dục Hà Nội, 2000 (Tái bản lần 3 - 2007).
14. Từ điển Bách khoa Việt Nam, (cộng tác viên viết thuật ngữ Thiên văn trong 4 tập) - Nhà xuất bản Từ điển Bách khoa Hà Nội, 1994-2003.
15. Tri thức bách khoa cho trẻ em (4 tập hiệu đính bản dịch từ tiếng Trung) - Nhà xuất bản Nghệ An 1995 - 1998.
16. Sách Vật lý tự chọn lớp 10,11,12, (đồng tác giả) - Nhà xuất bản Giáo dục Hà Nội, 2003-2005.
17. Bài tập Vật lý nâng cao lớp 10,11,12 (hiệu đính và giới thiệu của tác giả Nguyễn Danh Bơ) - Nhà xuất bản Nghệ An, 2004.
18. Thiên văn học (giáo trình Cao đẳng Sư phạm, viết cùng Phạm Viết Trinh) - Nhà xuất bản Đại học Sư phạm Hà Nội, 2005.
19. Cơ sở Vật lý trong hóa học, sinh học và địa lý (chủ biên) - Nhà xuất bản Giáo dục Hà Nội, 2005.
20. Những ứng dụng Vật lý Thiên văn - Vũ trụ (chủ biên) - Nhà xuất bản Giáo dục Hà Nội, 2006.
21. Từ điển giáo Khoa Vật lý, (đồng tác giả) - Nhà xuất bản Giáo dục Hà Nội, 2007.
22. Cơ học chất lưu - Vật lý Thiên văn (chuyên đề bồi dưỡng học sinh giỏi vật lý THPT tập 7) - Nhà xuất bản Giáo dục, 2006.
23. Bài tập chọn lọc và phương pháp giải vật lý 10,11 (đồng tác giả) - Nhà xuất bản Giáo dục, 2006 - 2007.
24. Bài tập trắc nghiệm vật lý 11,12, (đồng tác giả) - Nhà xuất bản Đại học Sư phạm, 2007 - 2008.
25. Sai lâm thường gặp và tìm hiểu thêm vật lý 12 - Nhà xuất bản Đại học Sư phạm, 2008.
26. Giáo trình vật lý Thiên Văn (sách ĐHSP, chủ biên) - Nhà xuất bản Giáo dục Hà Nội, 2008.